# كلينتون جاكسون
كلينتون جاكسون (بالإنجليزية: Clinton Jackson)‏ مواليد 20 مايو 1954 في ناشفيل، هو ملاكم محترف أمريكي معنزل بدأ مسيرته الاحترافية سنة 1979. شارك في دورة الألعاب الأولمبية الصيفية سنة 1976.

## المسيرة الاحترافية
من نزالاته:
- خسر أمام سومبو كالامبي (1984/12/10).
- انتصر على روبي سيمز (1982/10/16).

## إحصائيات
خاض خلال مسيرته 32 نزالا، فاز في 25 ولم يتعادل وخسر في 7. فاز بالضربة القاضية في 19 نزالا.

## روابط خارجية
- كلينتون جاكسون على موقع بوكس ريك (الإنجليزية) (registration required)
- كلينتون جاكسون على موقع أوليمبيديا (الإنجليزية)